# Ражево
Ра́жево (рос. Ражево) — село у складі Голишмановського міського округу Тюменської області, Росія.
Населення — 786 осіб (2010, 754 у 2002).
Національний склад станом на 2002 рік:
- росіяни — 89 %